# 11.6
«11.6» (фр. 11.6) — драматический фильм 2013 года, снятый французским кинорежиссёром Филиппом Годо по книге «Toni 11,6 : Histoire du convoyeur» Алис Жеро-Арфи, основанной на реальной истории Тони Мусулина, просидевшего 4 года за ограбление инкассаторской машины с 11.6 миллиона евро.

## Сюжет
Тони Мусулин 10 лет работает инкассатором в компании, директор которой не выплачивает полагающиеся ему деньги и всячески унижает его. Помимо опостылевшей работы у Тони проблемы в отношениях с подругой и владелицей ресторана Марион, у которой он живёт. Однажды, на накопленные деньги, Тони купил красный Ferrari и поехал повидаться со своей матерью в другой город, где после встречи в баре с милой девушкой-скалолазом Наталией, он решает резко изменить свою жизнь. После сообщения в полицию о похищении машины, Тони покупает грузовичок и гараж, выкладывая в нём из блоков вторую стену, за которую бросает одну монетку. Он ссорится со своим другом-охранником Арно, бросив его домашнюю мышку в окно, ради того чтобы в один солнечный день, когда его новые напарники вышли из машины, мягко нажать на педаль газа в своём бронированном фургоне, в котором находится крупная сумма — 11,6 миллиона евро. За несколько дней безвестный охранник становится самым известным человеком и народным героем во Франции: газеты и телевидение твердят о совершенном ограблении века. Но Тони украл деньги не для обогащения. В действительности же он поехал в горы ради встречи с девушкой, но её не оказалось дома, и после этого Тони решает сдаться полиции Монако. Его арестовывают, в гараже находят большинство денег, но 2,5 миллиона куда-то пропали. Тони сообщает о второй стене, но полицейские остались с носом, так как там нашли только одну монету. Смотря в тюрьме телевизор Тони узнаёт, что получил 5 лет, даже не присутствуя на суде. Открытый конец истории предлагает непростую пищу для размышлений.

## В ролях
| Актёр           | Роль           |
| --------------- | -------------- |
| Франсуа Клюзе   | Тони Мусулин   |
| Були Ланнерс    | Арно           |
| Корина Масьеро  | Марион         |
| Хуана Акоста    | Наталия        |
| Жоан Либеро     | Виктор         |
| Мирей Франчино  | Светлана       |
| Стефан Войтович | Директор ИБРИС |

## Показы
21 апреля 2013 года фильм был показан на кинофестивале City of Lights, City of Angels. На 4-м вручении премии «Магритт» актёр Були Ланнерс был номинирован за лучшую мужскую роль второго плана.

## Критика
Кинокритик Марк Адамс из «Screendaily» сказал, что «фильм не предлагает никаких реальных ответов — так же, как сам Мусулин — но это интригующий и задумчиво структурированый фильм». Бернард Бессерглик из «The Hollywood Reporter» отметил, что:

По свободной адаптации книги-репортажа Алис Жеро-Арфи, Годо конструирует кубик Рубика по донкихотской попытке одного человека вырваться из оков мертвящей рутины и (это намекнуто) классовых предрассудков. Отсутствие напряжения (фильм начинается с того, что Мусулин отдаёт себя в руки полиции, через неделю после проведения его «ограбления века») компенсируется чувством таинственности действий и мотивов Мусулина. Почему же он не пытается совершить хороший побег, например путём ухода в подполье или сбежать за границу? И все, что произошло с 2,5 миллиона евро, которые полиция не смогла найти, но про которые Мусулин сказал, что оставил в арендованном гараже с остальной частью его добычи? Мусулин выйдет из тюрьмы через год или около того, так что история, пожалуй, ещё не завершена.
Оригинальный текст (англ.)Freely adapting a book-length reportage by Alice Geraud-Arfi, Godeau constructs a Rubik's Cube portrayal of one man's quixotic attempt to break free of the shackles of deadening routine and (it's hinted) class prejudice. The lack of suspense (the film opens with Musulin giving himself up to the police, a week after carrying out his "heist of the century") is more than compensated for by the sense of mystery surrounding Musulin's actions and motives. Why did he never attempt to make good his escape by, for example, going underground or fleeing abroad? And whatever happened to the 2.5 million euros which the police were unable to recover but which Musulin said he had left in a rented garage with the rest of his booty? With Musulin due for release from prison in a year or so, the story is perhaps not yet complete.

## Саундтрек
Официальный саундтрек из 11 композиций был выпущен 1 апреля 2013 года:
| №   | Название                    | Автор(ы)                                          | Длительность |
| --- | --------------------------- | ------------------------------------------------- | ------------ |
| 1.  | «Metamorphis»               | Трентемёллер                                      | 2:04         |
| 2.  | «Me and the Devil»          | Гил Скотт-Херон                                   | 3:33         |
| 3.  | «Around»                    | Noir & Haze (Соломун)                             | 6:58         |
| 4.  | «I Saw Her, I Fell for Her» | Захед Султан                                      | 3:11         |
| 5.  | «In the City»               | Chromatics                                        | 7:13         |
| 6.  | «Forever Dolphin Love»      | Коннан Москасин (расширенная версия Эрола Алкана) | 9:38         |
| 7.  | «Blood in the Streets»      | Трентемёллер                                      | 6:31         |
| 8.  | «See You All»               | Кудлам                                            | 5:10         |
| 9.  | «Miss You»                  | Трентемёллер                                      | 4:07         |
| 10. | «Midnight City»             | M83 (ремикс Трентемёллера)                        | 7:29         |
| 11. | «Snowflake»                 | Трентемёллер                                      | 9:18         |